# Tassie Tarn
Tassie Tarn är en sjö i Antarktis. Den ligger i Östantarktis. Australien gör anspråk på området. Tassie Tarn ligger 59 meter över havet.
I övrigt finns följande vid Tassie Tarn:
- Feicui Bandao (en udde)
- Nanheng Shan (en kulle)